# Jean Spyridonakès
Jean Spyridonakès (en grec :  Ἰωάννης Σπυριδωνάκης) est un gouverneur et rebelle byzantin dans la région de la Macédoine lors du règne de l'empereur Alexis III Ange.

## Biographie
Spyridonakès est né à Chypre. C'est alors un artisan de basse ascendance qui obtient les faveurs de l'empereur Alexis III et grimpe dans la hiérarchie pour atteindre le poste de chef du trésor impérial (l'oikeiakon vestiarion). Par la suite, il est nommé gouverneur du thème de Smolena en Macédoine orientale. En 1201, il se rebelle contre l'empereur byzantin, profitant d'une série de raids et de rébellions (comme celles de Dobromir Chrysos ou d'Ivanko) qui frappent les provinces byzantines des Balkans. Certainement espère-t-il profiter du terrain montagneux et facilement défendable de son territoire pour mieux résister. Cependant, il est rapidement vaincu par les forces impériales conduites par Alexis Paléologue, le beau-fils de l'empereur, ce qui attesterait de la fragilité du soutien apporté par les garnisons locales et il doit trouver refuge auprès de la cour de l'empereur bulgare Kaloyan.
Plus largement, son mouvement s'intègre dans une dynamique de séparatisme provincial grandissant dans l'Empire byzantin du tournant de l'année 1200. D'autres révoltes similaires interviennent vers cette période, de la part de Léon Sgouros dans le Péloponnèse ou de Théodore Mancaphas en Asie Mineure. Elles témoignent d'une emprise moins grande du pouvoir impérial sur ses marges et d'une élite locale de moins en moins liée à Constantinople.